# Louis J. Noisin
 (juin 2023).
Il peut être nécessaire de l'améliorer pour respecter le principe de neutralité de point de vue. Veuillez consulter la page de discussion pour plus de détails.

 (avril 2022).
La mise en forme du texte ne suit pas les recommandations de Wikipédia : il faut le « wikifier ».
Les points d'amélioration suivants sont les cas les plus fréquents. Le détail des points à revoir est peut-être précisé sur la page de discussion.
- Les titres sont pré-formatés par le logiciel. Ils ne sont ni en capitales, ni en gras.
- Le texte ne doit pas être écrit en capitales (les noms de famille non plus), ni en gras, ni en italique, ni en « petit »…
- Le gras n'est utilisé que pour surligner le titre de l'article dans l'introduction, une seule fois.
- L'italique est rarement utilisé : mots en langue étrangère, titres d'œuvres, noms de bateaux, etc.
- Les citations ne sont pas en italique mais en corps de texte normal. Elles sont entourées par des guillemets français : « et ».
- Les listes à puces sont à éviter, des paragraphes rédigés étant largement préférés. Les tableaux sont à réserver à la présentation de données structurées (résultats, etc.).
- Les appels de note de bas de page (petits chiffres en exposant, introduits par l'outil «  Source ») sont à placer entre la fin de phrase et le point final[comme ça].
- Les liens internes (vers d'autres articles de Wikipédia) sont à choisir avec parcimonie. Créez des liens vers des articles approfondissant le sujet. Les termes génériques sans rapport avec le sujet sont à éviter, ainsi que les répétitions de liens vers un même terme.
- Les liens externes sont à placer uniquement dans une section « Liens externes », à la fin de l'article. Ces liens sont à choisir avec parcimonie suivant les règles définies. Si un lien sert de source à l'article, son insertion dans le texte est à faire par les notes de bas de page.
- La présentation des références doit suivre les conventions bibliographiques. Il est recommandé d'utiliser les modèles {{Ouvrage}}, {{Chapitre}}, {{Article}}, {{Lien web}} et/ou {{Bibliographie}}. Le mode d'édition visuel peut mettre en forme automatiquement les références.
- Insérer une infobox (cadre d'informations à droite) n'est pas obligatoire pour parachever la mise en page.

Pour une aide détaillée, merci de consulter Aide:Wikification.
Si vous pensez que ces points ont été résolus, vous pouvez retirer ce bandeau et améliorer la mise en forme d'un autre article.
 (avril 2022).
 (mai 2022).
Louis Julien Noisin (16 août 1926 - 5 août 2015) est un professeur et homme politique haïtiano-américain reconnu surtout comme le fondateur de la première université privée d'Haïti reconnue par l'État d'Haïti. L’Université Roi Henri Christophe (URHC) est fondée en 1980 avec l'approbation du Président de l'époque, Jean-Claude Duvalier et fonctionne comme une institution à but non lucratif.
Il enseigne dans les années 1970 l'anthropologie et le gouvernement africain à Hampton University en Virginie pour ensuite rejoindre le département d'anthropologie de William & Mary à Williamsburg, en Virginie, où il se distingue comme le premier professeur d'ascendance africaine travaillant dans un poste universitaire permanent (i.e. Academic Tenure). Il travaille dans les années 1960 comme préfet et inspecteur général du système scolaire secondaire de la République Démocratique du Congo.
Sa carrière académique s’est mêlée à une carrière politique. Il est nommé Secrétaire d'Ambassade au Service Diplomatique de l'Ambassade d'Haïti en République Dominicaine et au Mexique dans les années 1950. En 1965, durant son service comme enseignant pour l'UNESCO au Congo Belge de l'époque, il est réveillé au milieu de la nuit par des soldats rebelles qui l’emmène au palais présidentiel pour écrire un discours d'investiture pour le nouveau président du pays, Mobutu Sese Seko. En janvier 1988, il est élu Président du Sénat de l'Assemblée générale d'Haïti sous la présidence de courte durée de Monsieur Leslie Roc Manigat. La présidence de Leslie Manigat est destituée par une junte militaire sous le Général Henry Namphy. Trois mois plus tard, Louis J. Noisin s’impose un exil personnel pour retourner aux États-Unis et continuer sa carrière académique tout en gérant à distance l’URHC qu'il a fondé au Cap-Haitien.

## Biographie
Né au Cap-Haitien, Louis Julien Noisin est le fils de Julien Noisin et d'Ignés Dejoie.
Il grandit avec sa mère en absence de son père dont il ne garde qu’un très vague mais bon souvenir.
Il passe une grande partie de son enfance à vivre avec sa mère tantôt à Port-au-Prince, tantôt au Cap-Haitien. A 8 ans il est élève à Port-au-Prince chez les frères de Jean-Marie Guilloux. A 10 ans, il retourne au Cap-Haitien pour finir ses études primaires chez les frères de l’Institution Chrétienne avant de rentrer au lycée Philippe Guerrier.
Au lycée, il est profondément touché par le charisme nationaliste du directeur Louis Mercier qui restera pour lui un modèle de la persévérance et de la confiance en soi pour la réussite. Cependant, il retourne à Port-au-Prince où il termine ses études secondaires au Lycée Toussaint Louverture. Ces déplacements fréquents lui ont permis non seulement de développer un bon sens des relations interpersonnelles entre la culture provinciale et régionale, mais surtout de former de grandes amitiés avec certains écoliers et autres personnalités telles que Leslie F. Manigat, Edouard Francisque et Maurice Sixto.
Sa mère s’est remariée avec Jean Doucet et elle enfante un autre fils, Jean-Marc Doucet de seize ans plus jeune que Louis J. Noisin.
En 1952, Louis J. Noisin épouse Denise Poitvien (1936-2007) et le couple donne naissance à quatre enfants : Carole Noisin-Germaine (1953-2005), Louis Edouard Noisin (1956), Louis Philippe Noisin (1957-1998), et Chantal Noisin-Staples (1959).
Il meurt le 5 août 2015 à l’Hôpital Sacré-Cœur de Milot à l’âge de 88 ans où l’Etat d’Haïti lui accorde les funérailles nationales qui lui étaient dues comme ancien président du sénat de la République d’Haïti. Il est enterré au cimetière du Parc du Repos à Cap-Haitien où il partage la même tombe de son épouse Denise Poitvien Noisin.

## Éducation
(mai 2022).
- 1948 :Baccalauréat au Lycée Toussaint Louverture de la Place Sainte Anne à Port-au-Prince, Haïti.
- Octobre 1951: Licence en Droit à la Faculté de Droit et des Sciences Économiques à l’Université d’État d’Haïti, Port au Prince, Haïti.
- Septembre 1960 :Licence en Sciences Anthropologiques à la Faculté d’Ethnologie, Université d’Haïti d’Haïti, Port au Prince, Haïti.
- 1969 :Master en Anthropologie Culturelle Africaine, à la Faculté de l’Enseignement Supérieur et de la Recherche à l’Université de Lovanium à Kinshasa, République Démocratique du Congo.
- 1972 :Master en Education, Français et Littérature Africaine à Hampton University à Hampton, Virginie.

## Carrière Académique
(mai 2022).
- 1949-1950: Professeur de Français et d’histoire au Lycée Toussaint Louverture, Port-au-Prince
- 1950-1953: Professeur de Droit Criminel et Chef de service titulaire des archives du Senat d’Haïti
- 1961-1968 :Préfet et Professeurs de Français, d’Histoire, de Sociologie Africaine de plusieurs écoles secondaires de Kinshasa de la République Démocratique du Congo (Zaïre) Programme de l’UNESCO pour l’Afrique de l’Ouest) ;
- 1963-1964: Préfet de l’Athénée de la Victoire.
- 1964-1965: Préfet de l’Athénée de l’Ozone.
- 1965-1968: Préfet de l’Athénée Saint Jean.
- 1968-1969: Inspecteur de l’Enseignement Secondaire du Ministère de l’Education Nationale, Kalina, République Démocratique du Congo (Zaïre).
- 1969-1972: Assistant Professeur d’Anthropologie Culturelle, de politique et gouvernement de l’Afrique, d’histoire des peuples et culture de la Caraïbe et de l’Amérique Latine à Hampton University, Hampton, Virginia.
- 1972-1980: Assistant Professeur d’Anthropologie Culturelle au Collège de William and Mary, Williamsburg, Virginia. Il se distingua comme étant le premier professeur noir de cette institution et en 1976a été nommé au poste de professeur universitaire permanent (i.e. Academic Tenure).
- 1979-1980: Professeur en visite au Département d’Anthropologie Culturelle à Johns Hopkins University, Baltimore, Maryland.
- 1980-2015: Président Fondateur de l’Université Roi Henri Christophe, Cap-Haitien, Haïti.
- 1990-1996 :Professeur de Français et d’Anthropologie Culturelle à Christopher Newport University in Newport News, Virginia.
- 1990-1996: Assistant to the President for Multicultural Affairs and Affirmative Action à Christopher Newport University Newport News, Virginie.
- 2001-2003: Professeur de Français à Old Dominion University in Norfolk, Virginia.

## Carrière politique
(mai 2022).
- 1952-1957: Secrétaire d’ambassade au service diplomatique de l’ambassade d’Haïti en République Dominicaine et au Mexique.
- 1986 : Elu parmi les législateurs en charge pour rédigerla Constitution de 1987 de la République d'Haïti.
- 1988 :Président du Sénat de l'Assemblée Générale d'Haïti sous la présidence de courte durée de Leslie Roc Manigat

## Honneurs et récompenses
- 1972: Récipiendaire du prix d’Enseignement Distingué de Christian R. and Mary F. Lindbach à Hampton University, Hampton, Virginia.
- 1976:Nommé au poste de professeur universitaire permanent (i.e. Academic Tenure) au Collège de William and Mary à Williamsburg, Virginie.
- 1976-1978: Président de l’Alliance Française, Williamsburg, Virginia.
- 1985-1986:Président du Rotary Club à Cap-Haïtien, Haïti.
- 1989: Consultant à l’Institut Démocratique National pour les Affaires Internationales, Washington D. C.
- 1990’s:Conseiller Personnel de B. J. Tucker, M.D., président du Resource Management Group of North America Inc. à Virginia Beach, Virginie.
- 1990’s: Conseiller de Robert C. Scott,Représentant des États-Unis pour le 3e district du Congrès de la Virginie, Newport News, Virginie.